# NK Bratstvo Jurovec
NK Bratstvo je nogometni klub iz Jurovca.

## Povijest
Nogometni klub Bratstvo osnovan je 1974. godine. 
U godini 2009. kada klub slavi 35. obljetnicu djelovanja i postojanja uspješno prolazi kvalifikacije i ulazi u 2. ŽNL Međimursku - zapad za sezonu 2009./10.
U klubu je prve nogometne korake napravio hrvatski reprezentativac, bivši igrač prvoligaša Varteksa iz Varaždina, Dinama iz Zagreba i Slaven Belupa, francuskog kluba AS Monaco, te austrijskog kluba Red Bull Salzburg, Nikola Pokrivač.  
Klub se trenutačno natječe se u 2. ŽNL Međimurskoj - zapad.

## Poznati igrači
- Nikola Pokrivač